# Qazvin

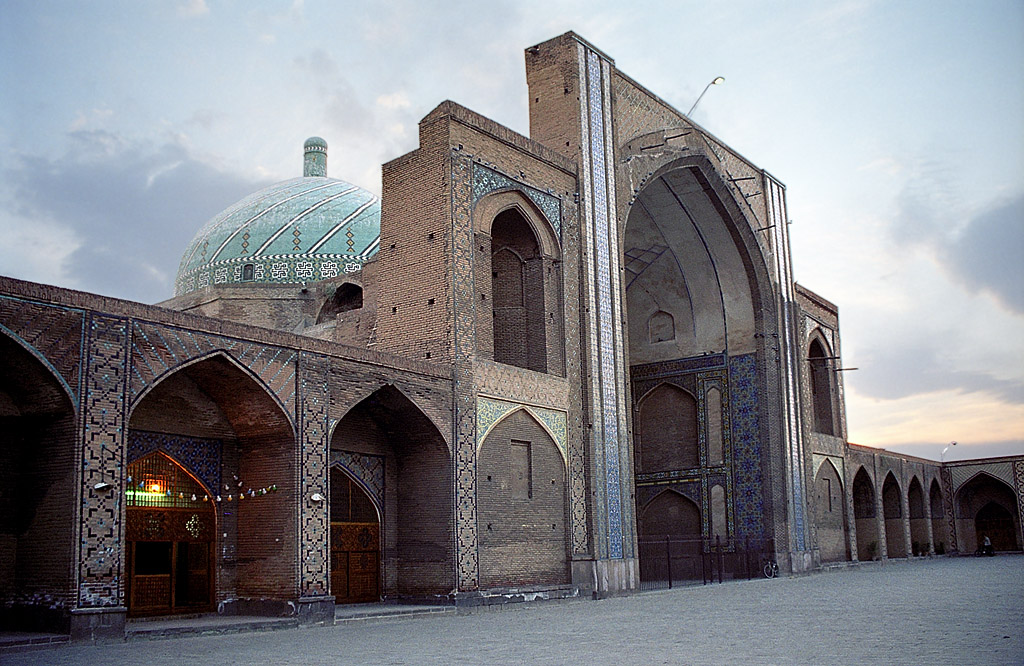
De Vrijdagmoskee in Qazvin

Qazvin (Perzisch: قزوین [ɢæzˈviːn]) is een stad in het noordwesten van Iran. De stad is de hoofdstad van de provincie Qazvīn. Tegenwoordig heeft de stad ongeveer 380.000 inwoners (2011).
Qazvīn ligt 90 kilometer ten noordwesten van de Iraanse hoofdstad Teheran en bevindt zich op een hoogte van 1800 meter aan de voet van de Elboers.

## Archeologie en geschiedenis
Archeologische vondsten hebben aangetoond dat de stad zo'n 9.000 jaar oud is. De naam van de stad is afgeleid van het volk de Chazaren.
Sjah Shapur II (309-379) van de Sassaniden bouwde een burcht in Qazvīn en hieromheen ontstond een stad.
in 644 werd de stad door de Arabieren veroverd. In de 13e eeuw veroverde het Mongoolse Rijk de stad.
De stad was van 1548 tot 1598 de hoofdstad van het Perzische Safavidenrijk, totdat sjah Abbas I de Grote zijn hoofdstad naar Isfahan verplaatste.
In de twee wereldoorlogen werd Qazvīn door de Russen gebombardeerd.

## Bezienswaardigheden

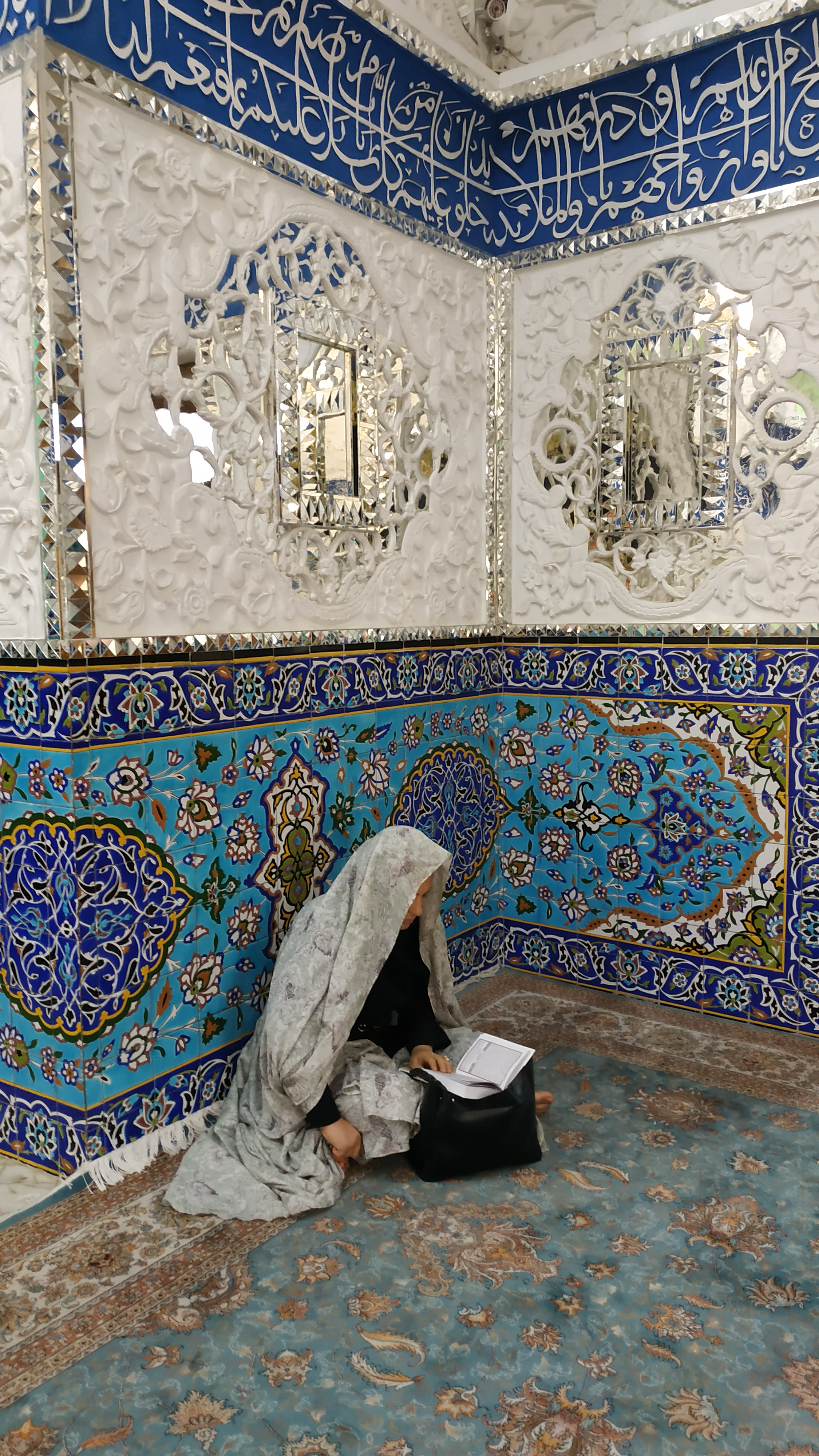
Qazvin.

- Al-Nabimoskee
- Vrijdagmoskee van Qazvin

## Geboren
- Ibn Majah (824–887/889), islamitische hadithverzamelaar en tafsiergeleerde
- Zakariya al-Qazwini (1203–1283), arts, astronoom, geograaf en auteur
- Mohammad Ali Rajai (1933–1981), de tweede president van Iran
- Shirin Neshat (1957), fotografe en kunstenaar
- Akbar Ganji (1960), journalist, schrijver en voormalig politiek gevangene